# Safiabad (Bushehr)
Pour les articles homonymes, voir Safiabad.
Safiabad (persan : صفي اباد, également romanisé en Şafīābād ; et aussi connu sous les noms de Sa'īdābād et Seyfīābād) est un village la province de Bushehr en Iran. Lors du recensement de 2006, sa population était de 90 habitants, répartis en 19 familles.